# Dubai Tour
Dubai Tour – wieloetapowy wyścig kolarski rozgrywany w Zjednoczonych Emiratach Arabskich w latach 2014–2018. Był on częścią UCI Asia Tour i posiadał kategorię 2.HC. Po edycji z 2018 Dubai Tour i Abu Dhabi Tour zostały połączone w UAE Tour.

## Zwycięzcy
Opracowano na podstawie:
| Rok  | Pierwsze       | Drugie              | Trzecie           |
| ---- | -------------- | ------------------- | ----------------- |
| 2014 | Taylor Phinney | Steve Cummings      | Lasse Norman Leth |
| 2015 | Mark Cavendish | John Degenkolb      | Juan José Lobato  |
| 2016 | Marcel Kittel  | Giacomo Nizzolo     | Juan José Lobato  |
| 2017 | Marcel Kittel  | Dylan Groenewegen   | John Degenkolb    |
| 2018 | Elia Viviani   | Magnus Cort Nielsen | Sonny Colbrelli   |